# Klappergasse (Aachen)

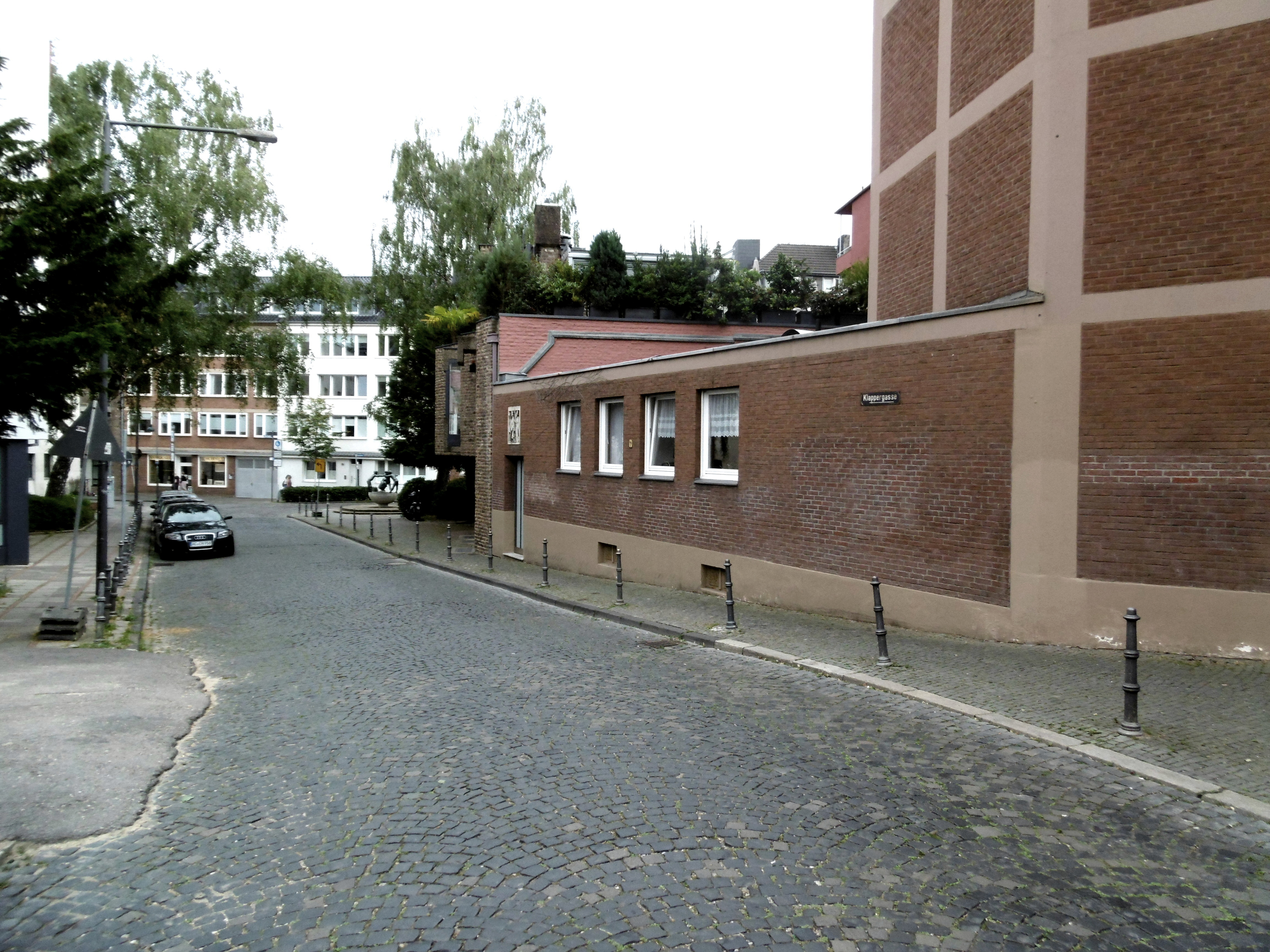
Klappergasse nach Südost gesehen

Die Klappergasse ist eine kleine Straße in Aachen.

## Lage
Die Straße liegt in der Nähe des Aachener Doms. Sie ist etwa 60 Meter lang und verläuft ungefähr von Südost nach Nordwest. Dabei verbindet sie die auf das Westwerk des Doms zuführende Rennbahn mit der zum Markt führenden Jakobstraße.

## Sage
Der Name der Gasse wird ätiologisch durch die Klappergassensage erklärt, eine der Aachener Sagen und Legenden, die in Zusammenhang mit der Aachener Dombausage steht. Demnach ließ Gott durch ein Wunder die Maastrichter Bischöfe Monulphus und Gondulphus aus ihren Gräbern erstehen, um die von Karl dem Großen gewünschte Zahl von 365 Bischöfen bei der Kirchweihe zu erreichen, einen für jeden Tag des Jahres. Als sie zum Dom zogen, hörte man ihre Skelettknochen aneinanderschlagen. Diesem Klappern soll die Straße ihren Namen verdanken.
Eine natürlichere Erklärung führt den Namen der Straße auf das Klappern der an der Straße gelegenen Brudermühle zurück.

## Besonderheiten
Am Beginn der Klappergasse an der Ecke zur Rennbahn steht ein 1967 entstandenes Brunnendenkmal des Aachener Bildhauers Hubert Löneke, das dem legendären  Türelüre-Lißje gewidmet ist.
An der Ecke Klappergasse / Jakobstraße liegt das Kloster der Schwestern vom armen Kinde Jesus, an dem ein von Dries Engelen geschaffenes Relief der Skelette der beiden Sagengestalten Mundolph und Gundolph angebracht ist. Dieser Haustein wurde den Aachener Bürgern im Jahre 1956 von der Stadt Maastricht geschenkt. Vor dem Kloster steht das 1909 von Carl Burger und Bernhard Förster geschaffene Brunnendenkmal Wehrhafter Schmied, das an die Sage Der Schmied von Aachen erinnert.
Auf der gegenüberliegenden Seite der Klappergasse befindet sich ein archäologisches Fenster, durch das man eine mittelalterliche Wasserrinne aus Blaustein sehen kann, die bei Tiefbauarbeiten im Jahr 2005 zufällig entdeckt wurde. Durch diese Blausteinrinne floss das Wasser der Pau, die unter anderem die von den Stiftsherren des Aachener Münsterstiftes betriebene Brudermühle versorgte.

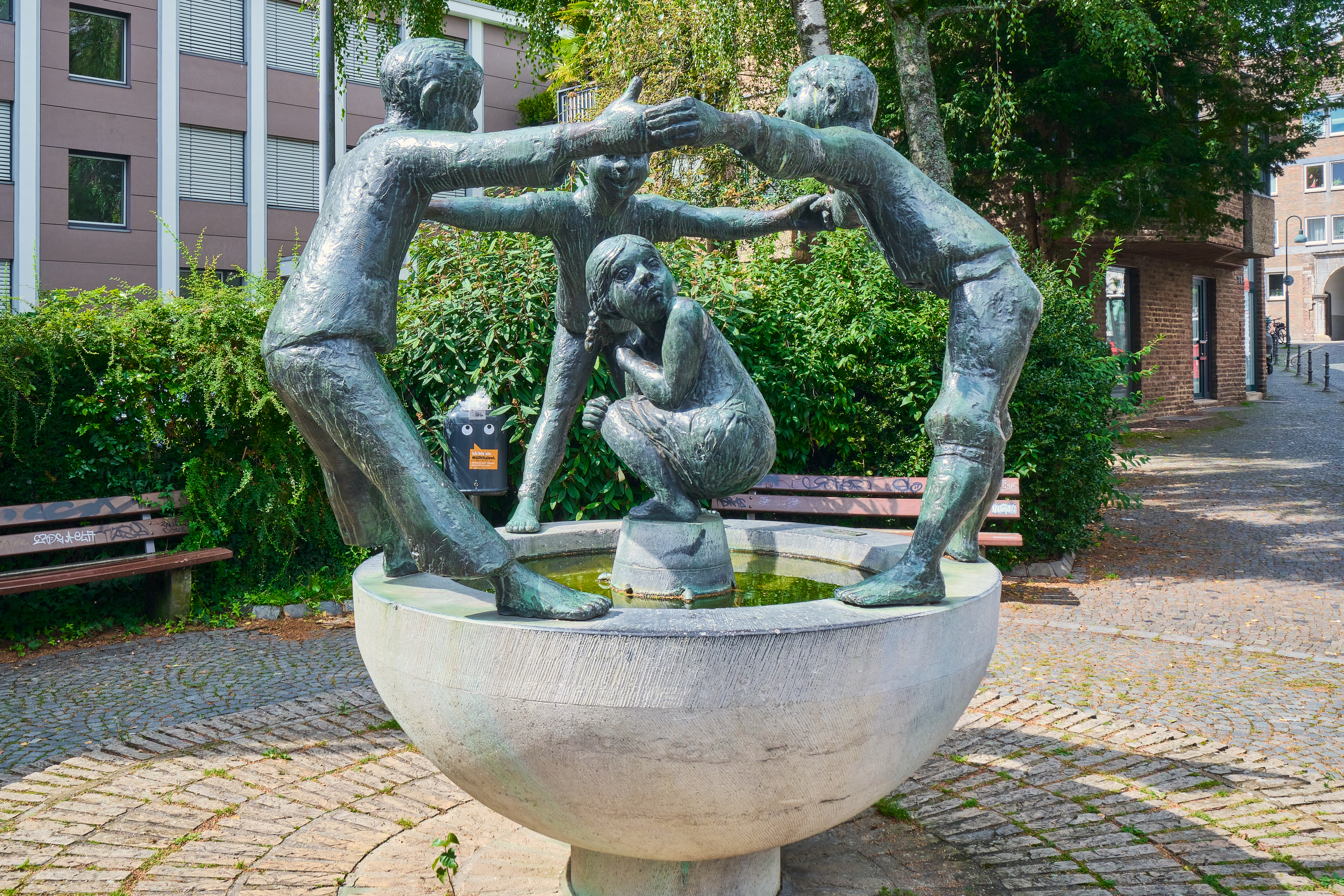
Türelüre-Lißje
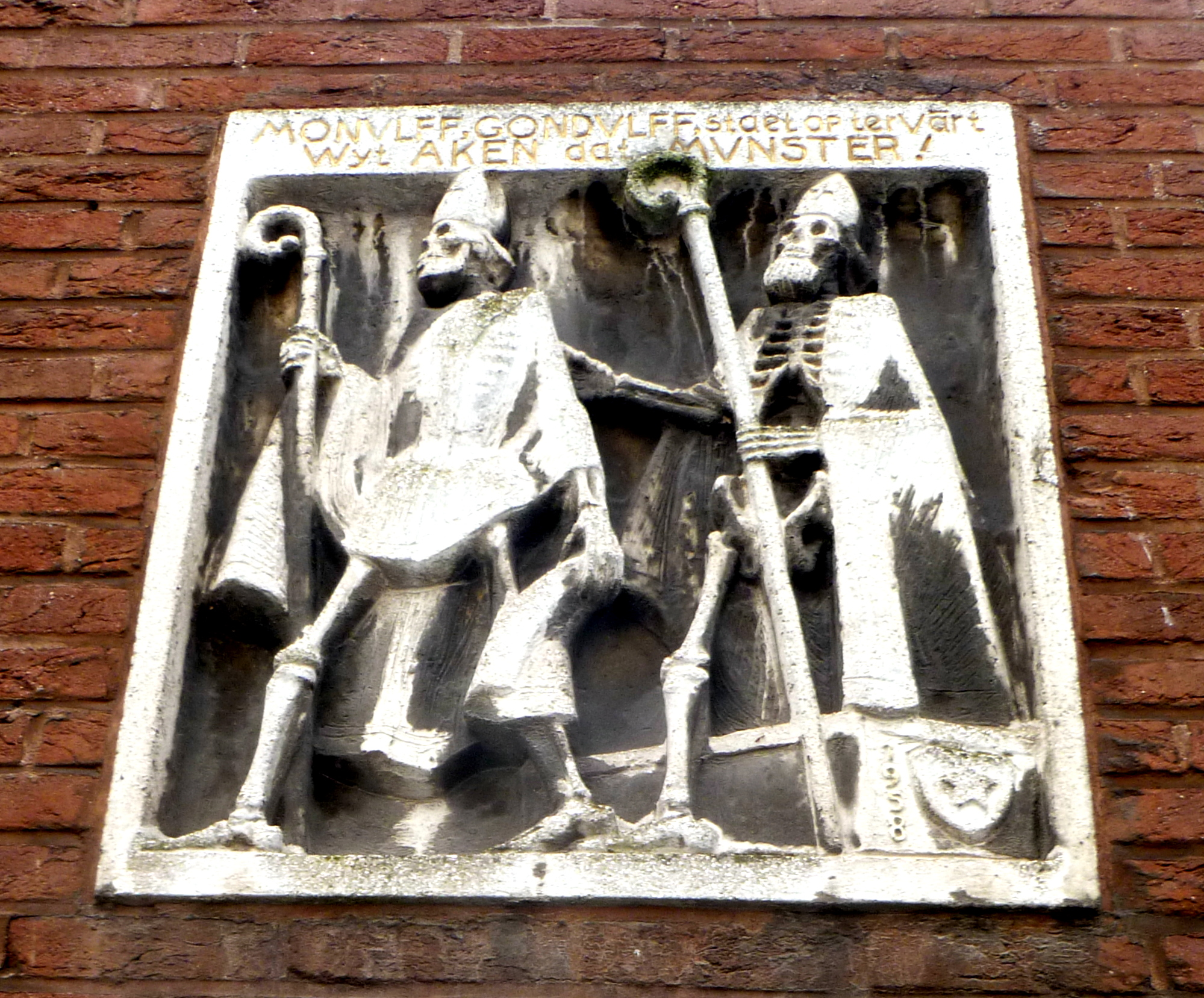
Monulphus und Gondulphus
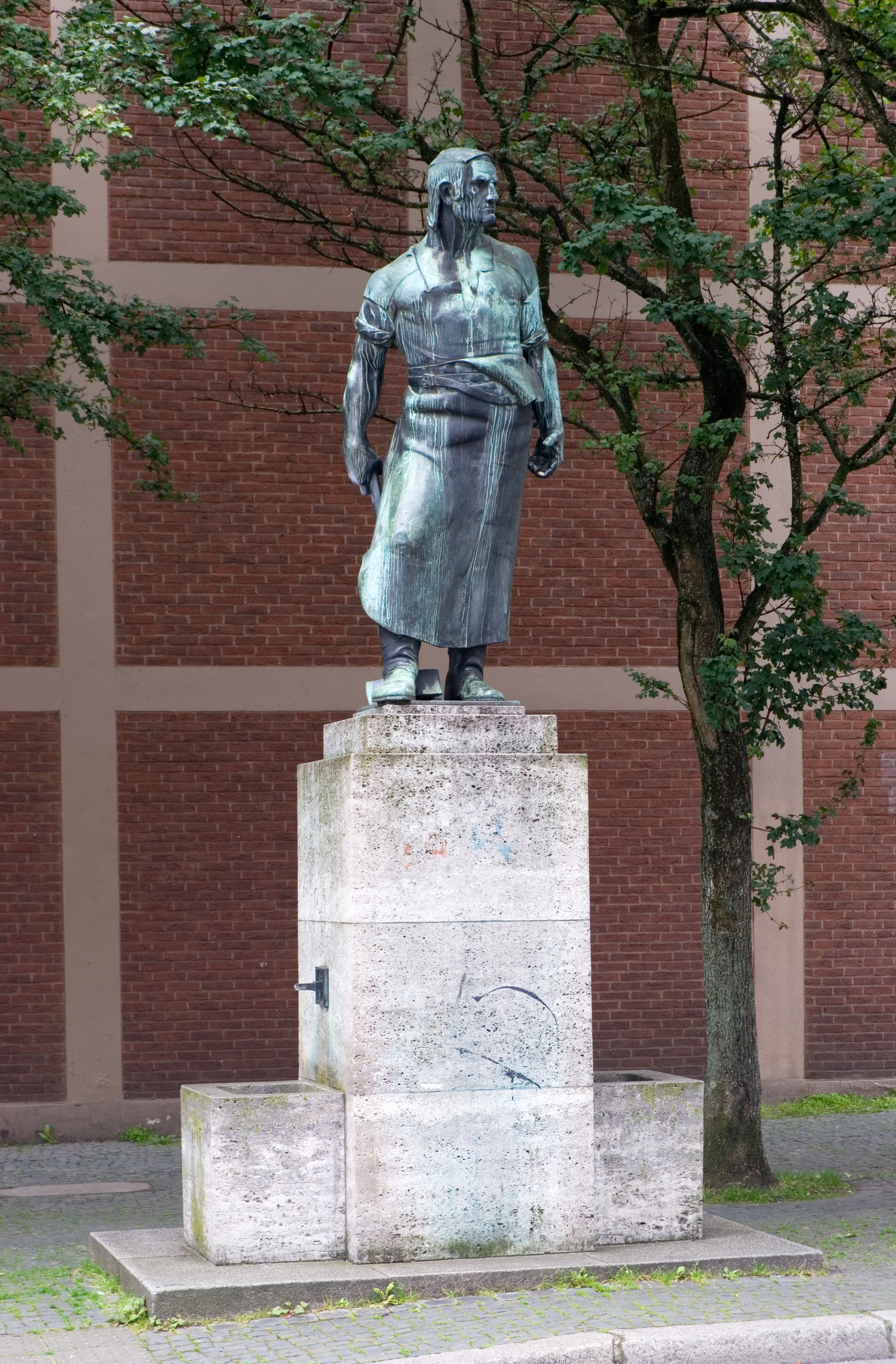
Wehrhafter Schmied
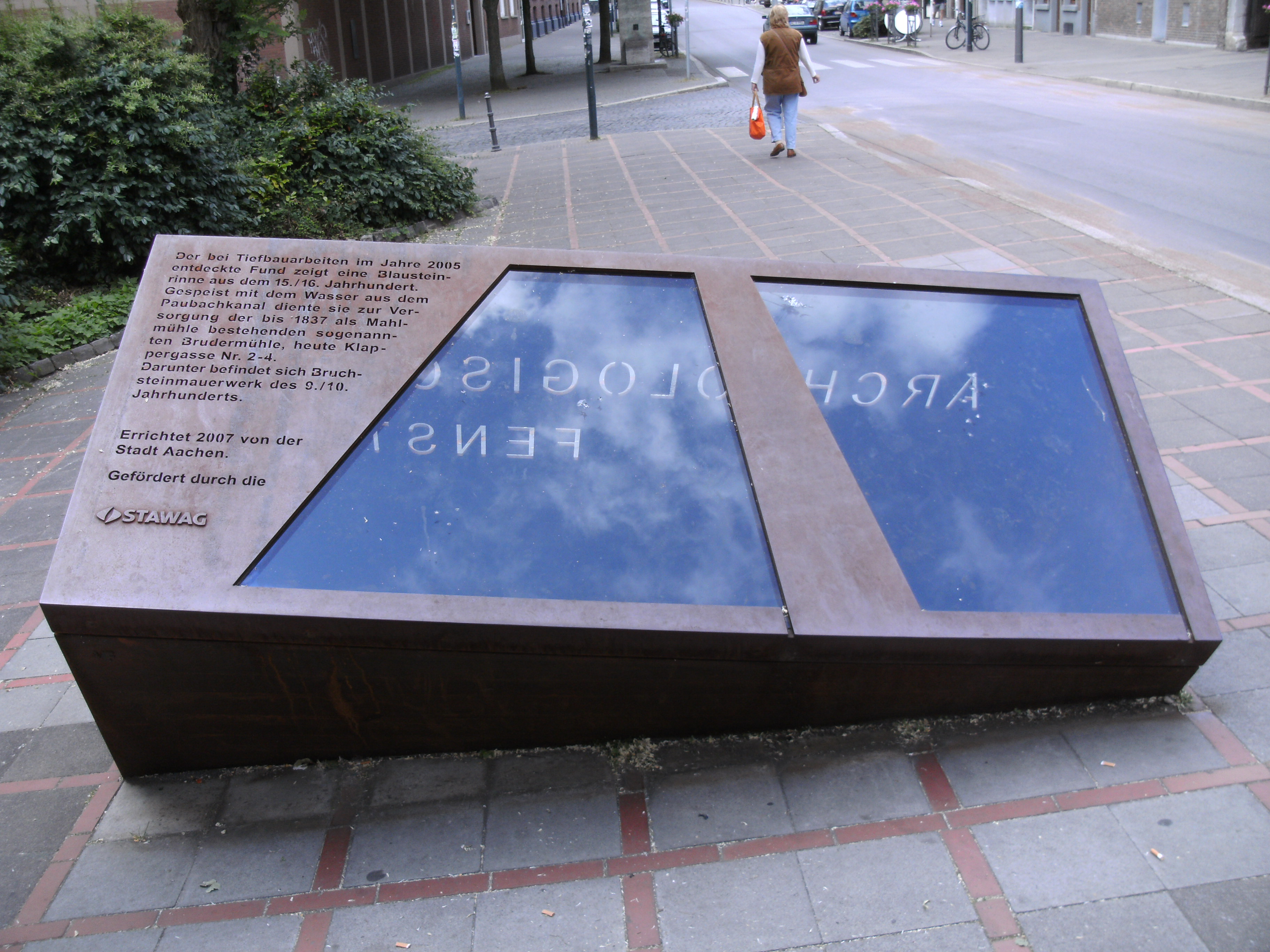
Archäologisches Fenster
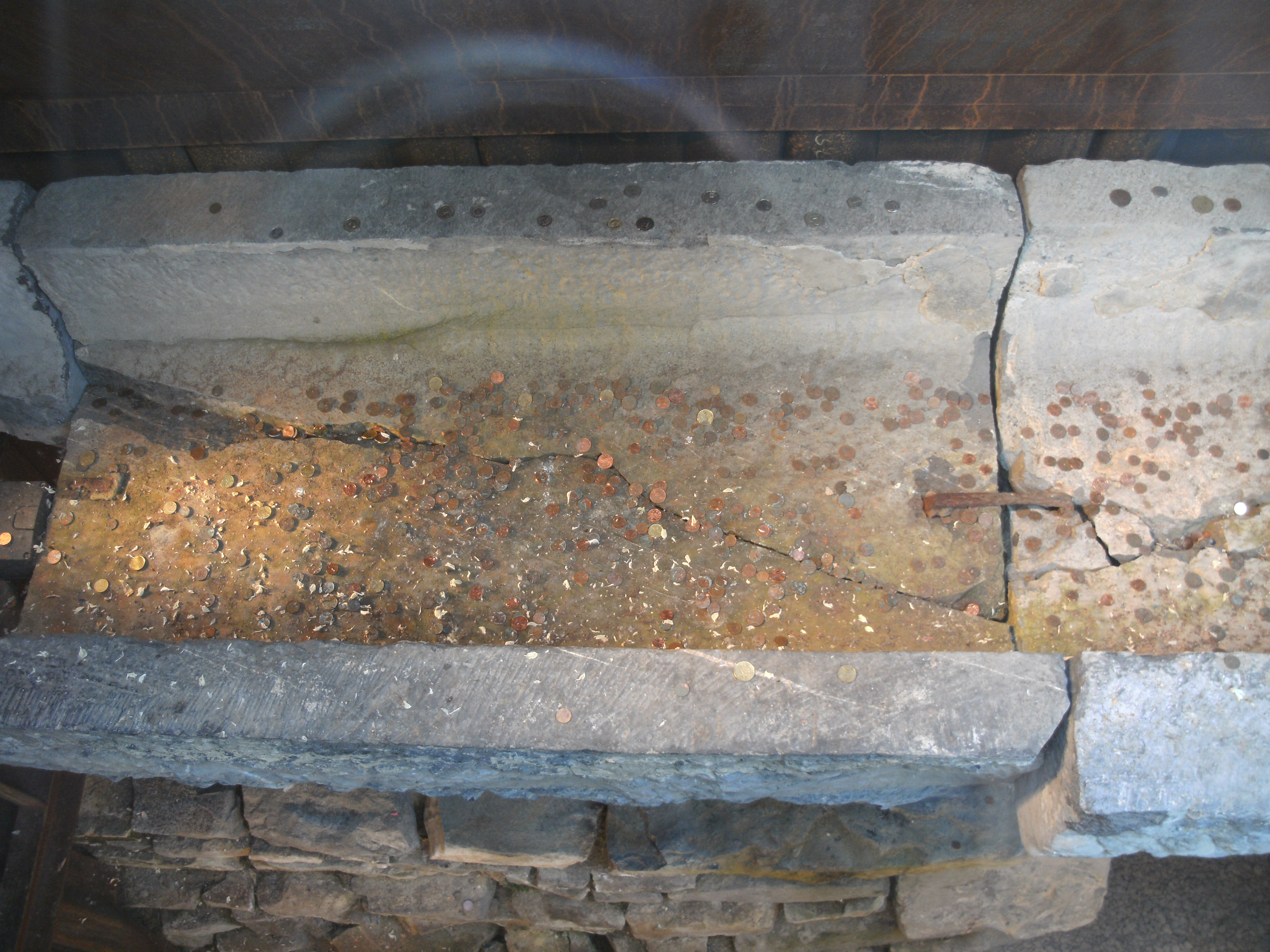
Blausteinrinne des Paukanals